# دره سانتا کلارا

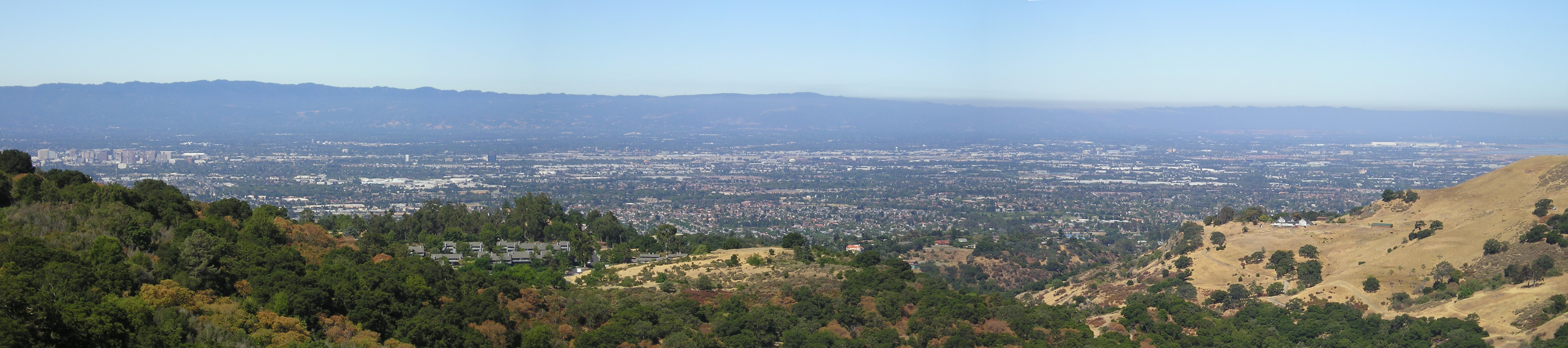
نمایی غربی از پارک آلوم راک بر سن خوزه شمالی و دیگر نقاط دره.

دره سانتا کلارا (به انگلیسی: Santa Clara Valley) دره‌ای در جنوب خلیج سانفرانسیسکو در کالیفرنیای شمالی، آمریکا می‌باشد. بیشتر شهرستان سانتا کلارا، کالیفرنیا و بخشداری آن سن خوزه در این دره واقع شده‌اند.